# Кириллина, Лариса Валентиновна
Лари́са Валенти́новна Кири́ллина (род. 4 января 1959) — российский музыковед, доктор искусствоведения (1996), профессор (с 2010 года).

## Биография
Лариса Кириллина родилась в Москве; в 1976 году окончила Детскую музыкальную школу № 1 им. С. С. Прокофьева, в 1980 году — теоретико-композиторский факультет Академического музыкального училища при Московской консерватории, а в 1985 году — историко-теоретический факультет Московской консерватории, где по специальности обучалась в классе Ю. Н. Холопова, под руководством Н. Л. Фишмана изучала бетховенистику, а также посещала факультатив по игре на органе (класс Б. А. Романова). Тема дипломной работы — «Бетховен и теория музыки XVIII — начала XIX в.».
С 1986 года Л. Кириллина работает в Государственном институте искусствознания, c 1996 года — ведущий научный сотрудник. До 1999 года работала в секторе современного искусства Запада, в настоящее время — в секторе классического искусства Запада.
Одновременно с 1992 года работает в Московской консерватории, где преподаёт историю музыки. С 2000 года была доцентом кафедры истории зарубежной музыки, с 2003 года — профессор; читала спецкурсы на Факультете повышения квалификации и в аспирантуре Консерватории
Параллельно в 1992—1998 годах Л. Кириллина преподавала историю музыки в Российской академии музыки им. Гнесиных. Периодически преподавала в Российском государственном гуманитарном университете (спецкурс «Музыкальная культура Италии») и в хорватской Академии музыки «Ино Миркович» в Ловране.
В 1990 году Л. Кириллина защитила кандидатскую диссертацию по теме «Бетховен и теория музыки XVIII — начала XIX в.»; в 1996 году — докторскую диссертацию («Классический стиль в музыке XVIII — начала XIX в.: Самосознание эпохи и музыкальная практика»).

## Семья
Мать — Кириллина (Кирюшина) Ольга Кузьминична (27.07.1927 — 22.09.2012), инженер-технолог.
Отец — Кириллин Валентин Иванович (25.01.1931 — 26.06.2014), военный (полковник советской армии).
Сын — Юрий (1996 г.р.), работает в Музеях Московского Кремля..

## Сочинения
- Итальянская опера первой половины XX в. (1996)
- Классический стиль в музыке XVIII — начала XIX вв.: самосознание эпохи и музыкальная практика (1996)
- Реформаторские оперы Глюка (2006)
- Классический стиль в музыке XVIII — начала XIX вв. Часть II: Музыкальный язык и принципы музыкальной композиции (2007)
- Классический стиль в музыке XVIII — начала XIX вв. Часть III: Поэтика и стилистика (2007)[2]
- Бетховен. Жизнь и творчество: В 2-х томах (2009)
- Бетховен — М. : Молодая гвардия, 2015. — 494, [1] с., [16] л. ил., портр., факс. : факс.; 21 см. — (Жизнь замечательных людей; вып. 1750(1550)).; ISBN 978-5-235-03848-6
- Гендель — М. : Молодая гвардия, 2017. — 478, [1] с., [16] л. ил., портр. : ил., факс.; см. — (Жизнь замечательных людей; вып. 1834 (1634)).; ISBN 978-5-235-03967-4
- Глюк — М.: Молодая гвардия, 2018. — 380[4] с.: ил. — (Жизнь замечательных людей; вып. 1760)